# Salmon Pueblo

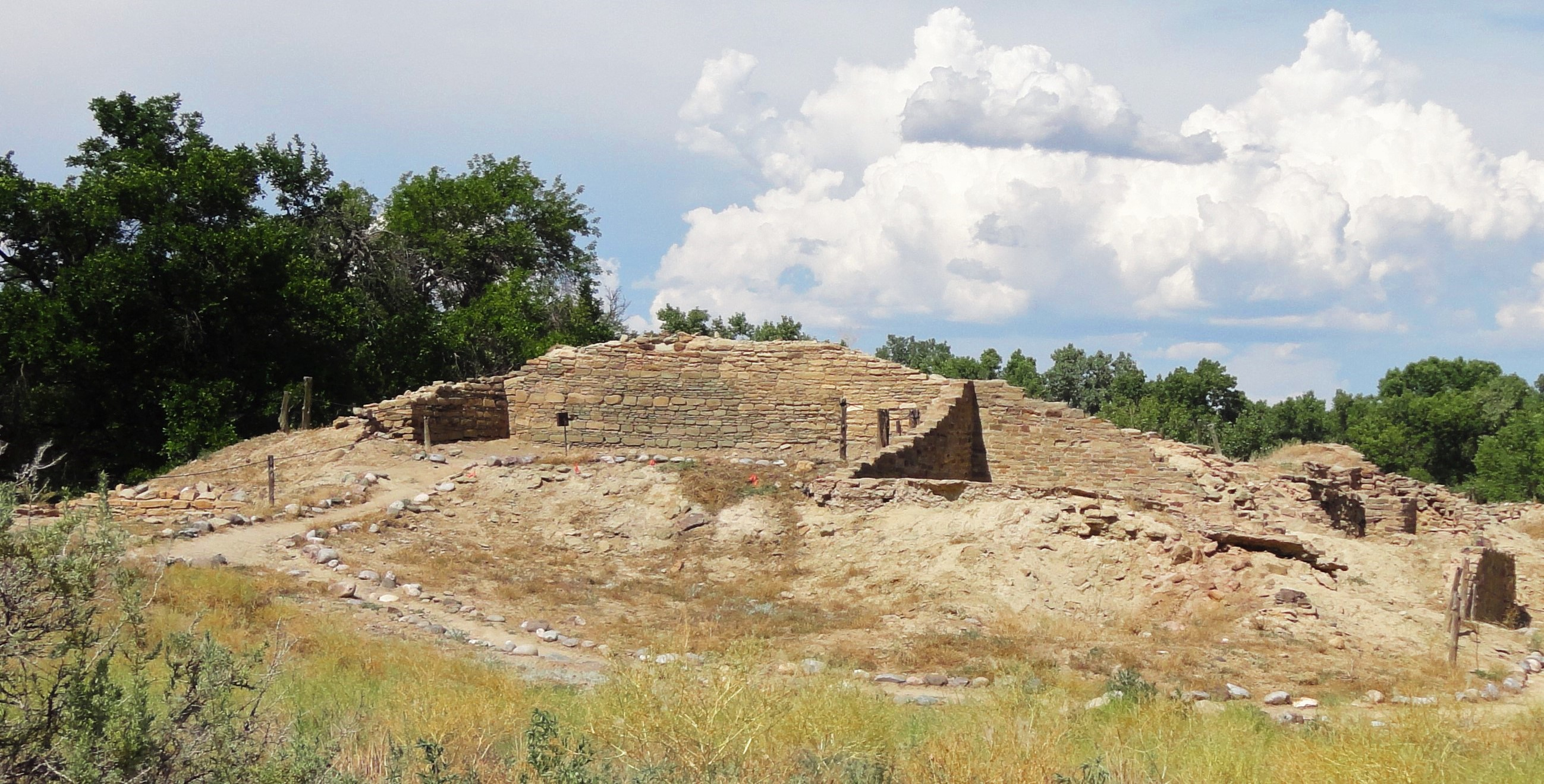
Das Salmon Great House

Salmon Pueblo (auch: Salmon Ruins) ist der englische Name einer Ruine der Chaco-Canyon-Kultur bei Bloomfield in New Mexico. Erbaut wurde die Kolonie etwa 1088–1090 von den Ancestral Puebloans, den Pueblos bauenden indigenen Kulturen des nordamerikanischen Südwestens. Sie wurde bis etwa 1280 bewohnt. Die Architektur sowie Fundstücke zeigen eine eindeutige Verwandtschaft zu den im Chaco Canyon gemachten Funden. Es gab etwa 200 Siedlungen dieser Kultur außerhalb des Chaco Canyon, doch Salmon Pueblo ist die einzige, die in größerem Umfang ausgegraben wurde.
Etwa ab 1050, und zunehmend ab etwa 1200, begann eine allmähliche Verlagerung von Familienclans aus dem Four-Corners-Gebiet hin zu besser geschützten Stellen auf steilen Mesas oder zu sichereren Wasserstellen entlang des Rio Grande. Etwa hundert Jahre später war diese Wanderungsbewegung abgeschlossen. Wie auch andere Siedlungen der Anasazi wurde das Salmon Pueblo nach wiederholten Dürren ebenfalls aufgegeben. Später, ab etwa 1400, kamen athapaskisch-sprechende Jäger und Sammler in das Gebiet, die aufgegebene Pueblos weiter nutzten.
Die Siedlung liegt etwa 45 Meilen nördlich des Chaco Canyon, am Nordufer des San Juan. Es war die erste und eine der größten Kolonien des Chaco-Canyon-Volkes außerhalb des Chanco Canyon. Das Pueblo war dreistöckig aufgebaut und hatte 275 Räume. Um 1280 wurde es aufgegeben und verbrannte zum großen Teil. Die Bewohner siedelten sich in anderen Gegenden des Südwestens an.
Obwohl unterschiedliche Stämme und Nationen ihre Abstammung auf diese Gegend zurückführen und entsprechende Eigenbezeichnungen für diesen Ort haben, ist es unter dem Namen eines Siedlers namens George Salmon bekannt, dem das Land bis nach 1950 gehörte. Von 1970 bis 1979 wurden in einer Ausgrabungskampagne 1,5 Millionen Artefakte geborgen.